# Бабель Ісак Еммануїлович
Іса́к Еммануї́лович Ба́бель (справжнє прізвище Бóбель, рос. Бабель Исаак Эммануилович; 30 червня (12 липня) 1894 Одеса — 27 січня 1940, Москва) — російськомовний радянський письменник єврейського походження, чекіст, під час більшовицького завоювання України (1917—1921) був у лавах Червоної армії.
У численних оповіданнях змалював більшовицькі збройні сили та життя Одеси. Автор п'єс «Занепад» (1928), «Мандрівні зорі» (за романом Шолом-Алейхема, 1926), «Марія» (1935). Найвідоміші збірки оповідань — «Кінармія» (1926) і «Одеські оповідання» (1931).

## Життєпис
Народився в Одесі на Молдаванці в сім'ї торговця Маня Іцковича Бобеля (Еммануїла (Мануса, Мане) Ісаковича Бабеля, 1864—1924), родом зі Сквири Київської губернії, і Фейги (Фані) Аронівни Бобель (уродженої Швехвель). Сім'я матері походила з містечка Броди, звідки в Одесу переселилися її дід Мойше-Фроїм Лейзеровіч Швехвель і його дружина Фейга Швехвель. Декілька років (з осені 1895 року) родина мешкала в Миколаєві, де Ісак Бабель жив до 11 років.

## Дитинство
Навчався в підготовчих класах Миколаївського комерційного училища ім. графа C. Ю. Вітте. У списках учнів підготовчого класу за 1904 рік є І. Е. Бабель. Роки, проведені в цьому місті, згадуються в оповіданнях «Історія мого голубника» та «Перше кохання». Початок століття був часом суспільних безладів і масового виходу євреїв з Російської імперії. Сам Бабель вижив під час погрому 1905 року (його сховала християнська родина), а його дід Шойл був одним із 300 убитих євреїв. 1911 року, отримавши атестат про закінчення Одеського комерційного училища, Бабель став студентом Київського комерційного інституту, де навчався на економічному відділенні під своїм первісним прізвищем Бобель. Диплом отримав 1917 року.
В автобіографії (1924) Бабель писав: «За наполяганням батька вивчав до шістнадцяти років єврейську мову, Біблію, Талмуд. Вдома жилося тяжко, тому що з ранку до ночі змушували вивчати безліч наук. Відпочивав я в школі». Говорячи про «відпочинок», Бабель мав на увазі відчуття свободи: за його спогадами, на перервах або після навчання учні йшли в порт, у грецькі кав'ярні або на Молдаванку «пити в льохах дешеве бесарабське вино». Ці всі враження лягли пізніше в основу ранньої прози Бабеля і його «Одеських оповідань».

## Письменницька кар'єра
Писати Бабель почав у п'ятнадцять років. Вже тоді вільно володів російською і французькою мовами та їдишем. Протягом двох років писав по-французькому — під впливом Гюстава Флобера, Гі де Мопассана та свого вчителя французької мови Вадона. Стихія французької мови загострила відчуття літературної мови та стилю. Вже у перших своїх оповіданнях Бабель прагнув стилістичної витончености та найвищого ступеня художньої виразности. «Я беру дрібницю — анекдота, розповідь на базарі, і роблю з неї річ, від якої сам не можу відірватися… З неї сміятимуться зовсім не тому, що вона весела, а тому, що завжди хочеться сміятися при людській удачі», — пояснював він згодом свої творчі прагнення.
Друкуватися почав у 1916 році. Перші оповідання російською мовою Бабель опублікував у журналі «Літопис». Потім, на пораду Горького «пішов у люди» та змінив декілька професій.

## Радянський період

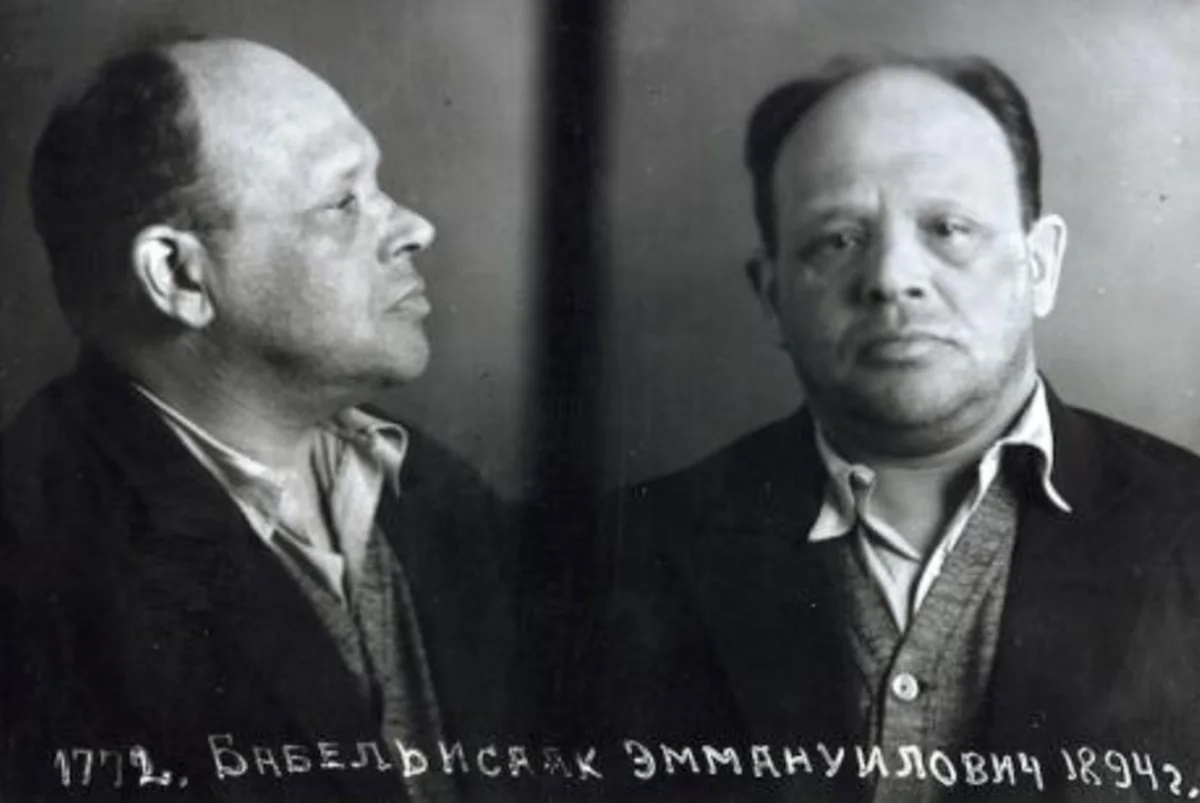
Перед стратою

У грудні 1917 пішов працювати в ЧК — факт, з якого довго дивувалися його знайомі. 
Працював в іноземному відділі ЧК та Народному комісаріаті освіти, хоча деякі дослідники біографії письменника стверджують, що доказів його роботи ЧК немає.
У липні 1920 як боєць більшовицької 1-ї Кінної армії воював на півночі Тернопільщини, про що залишив спогади у збірнику оповідань «Кінармія» (1926).
У 1924 в журналах «Леф» і «Червона новина» опублікував низку оповідань, що пізніше склали цикли «Кінармія» і «Одеські оповідання». Бабель зумів майстерно передати російською мовою стилістику літератури, створеної на їдиш (особливо це помітно в «Одеських оповіданнях», де місцями пряма мова його героїв є підрядковим перекладом з їдиш).
«Патріарх» соцреалізму в літературі Максим Горький так відгукувався про збірник:
|  | Його книга збудила у мене до бійців „Кінармії“ і любов, й повагу, показавши їх справді героями,— безстрашні, вони глибоко відчувають велич своєї боротьби. |

Його збірник також високо оцінили більшовицькі військові ватажки Василь Блюхер та Віталій Примаков. Блюхер сказав: «Бабель дав яскраву характеристику 1-й Кінній армії, як найкращій частині нашої переможної армії». А Примаков у листі 13 вересня 1926 писав Бабелю: «Все Ваше ми з радістю чекаємо». Два високопоставлені більшовицькі військові товариші Бабеля — Шмідт та Якір також висловлювали йому подяку та підтримку й запрошували його на військові навчання.
Радянська критика тих років, віддаючи належне талантові та значенню творчості Бабеля, вказувала на «антипатію справі робітничого класу» і звинувачувала його в «натуралізмі й апології стихійного початку та романтизації бандитизму».
В «Одеських оповіданнях» він у романтичному ключі малює життя єврейських карних злочинців початку XX століття, знаходячи в побуті злодіїв, нальотчиків, а також і дрібних торговців екзотичні риси та сильні характери.
У 1928 опублікував п'єсу «Захід» (поставлена у 2-му МХАТ), в 1935 — п'єсу «Марія». Перу Бабеля належить також декілька сценаріїв. Майстер короткої розповіді, він прагне до лаконізму та точності, поєднуючи в образах своїх персонажів, сюжетних колізіях і описах величезний темперамент із зовнішньою відстороненістю. Колоритна, переобтяжена метафорами мова його ранніх оповідань надалі змінювалася суворою і стриманою оповідною манерою.
У травні 1939 заарештований за звинуваченням в «антирадянській змовницькій терористичній діяльності». Під тортурами визнав, що є шпигуном австрійської та французької розвідки і готував терористичні акти. Засуджений до розстрілу. Вирок виконано 27 січня 1940 р. За іншою версією, його не розстріляли. Він йшов по етапу і знесилений впав, а його просто залишили помирати на дорозі.[джерело?]
У 1954 посмертно реабілітований.

## Українська тематика
Творчість Бабеля справила величезний вплив на літераторів так званої «південноросійської школи» (Ілля Ільф, Євген Петров, Юрій Олеша, Валентин Катаєв, Костянтин Паустовський, Михаїл Свєтлов, Едуард Багрицький) і здобула широке визнання в СРСР, його книги перекладено багатьма мовами.
На початку 1920-х публікувався в одеських журналах. За його сценарієм на Одеській кіностудії були зняті фільми «Сіль» (1925), «Беня Крик» і «Мандрівні зорі» (обидва 1927). Працював над сценарієм фільму «Як гартувалася сталь»(за М. Островським) на замовлення О. Довженка.

У 1933 писав сестрі про колективізацію: 
|  | Перехід на колгоспи відбувався з тертями, була потреба, але тепер все розвивається з незвичайним блиском. Через рік-два ми матимемо добробут, який затьмарить усе, що ці станиці бачили в минулому, а жили вони безбідно. Колгоспний рух зробив цього року вирішальні успіхи, і тепер відкриваються справді безмежні перспективи, земля перетворюється. Скільки тут пробуду — не знаю. Бути свідком нових відносин та господарських форм — цікаво й необхідно |

Писав дружині про колективізацію:
|  | …Повидал я в Гражданскую потасовку много унижений, топтаний и изничтожений человека как такового, но все это было физическое унижение, топтание и изничтожение. Здесь же, под Киевом, добротного, мудрого и крепкого человека превращают в бездомную, шелудивую и паскудную собаку, которую все чураются, как чумную. Даже не собаку, а нечто не млекопитающееся... |

## Переклади українською мовою
Українською мовою в перекладі Катерини Сінченко виходили окремі твори з циклу «Одеські оповідання»: «Перша любов», «Як це робилося в Одесі», «Справедливість у дужках», «Любка Казак», «Батько», «Карл-Янкель». Їх надруковано у збірці «Скринька з червоного дерева: Єврейська проза Східної Європи другої половини ХІХ — ХХ століть» (Видавництво «Дух і літера», Київ, 2020).
Ще частину оповідань з циклу «Одеські оповідання»: «Історія мого голубника», «У підвалі», «Пробудження» надруковано у 33-му номері альманаху «Єгупець» в перекладі Лариси Андрієвської.

## Пам'ять
- Пам'ятник Ісааку Бабелю у місті Одеса. Підлягає демонтажу згідно розпорядження виконкому Одеської міської ради, що було прийняте у 2024 році.[26]

### Колишні назви топонімів
- 26 липня 2024 року у місті Первомайськ вулицю Бабеля перейменували на вулицю Ромську.[27]
- 26 липня 2024 року у місті Одеса вулицю Бабеля перейменували на вулицю Дмитра Іванова.[28]